# St. Emmeran (Mainz)

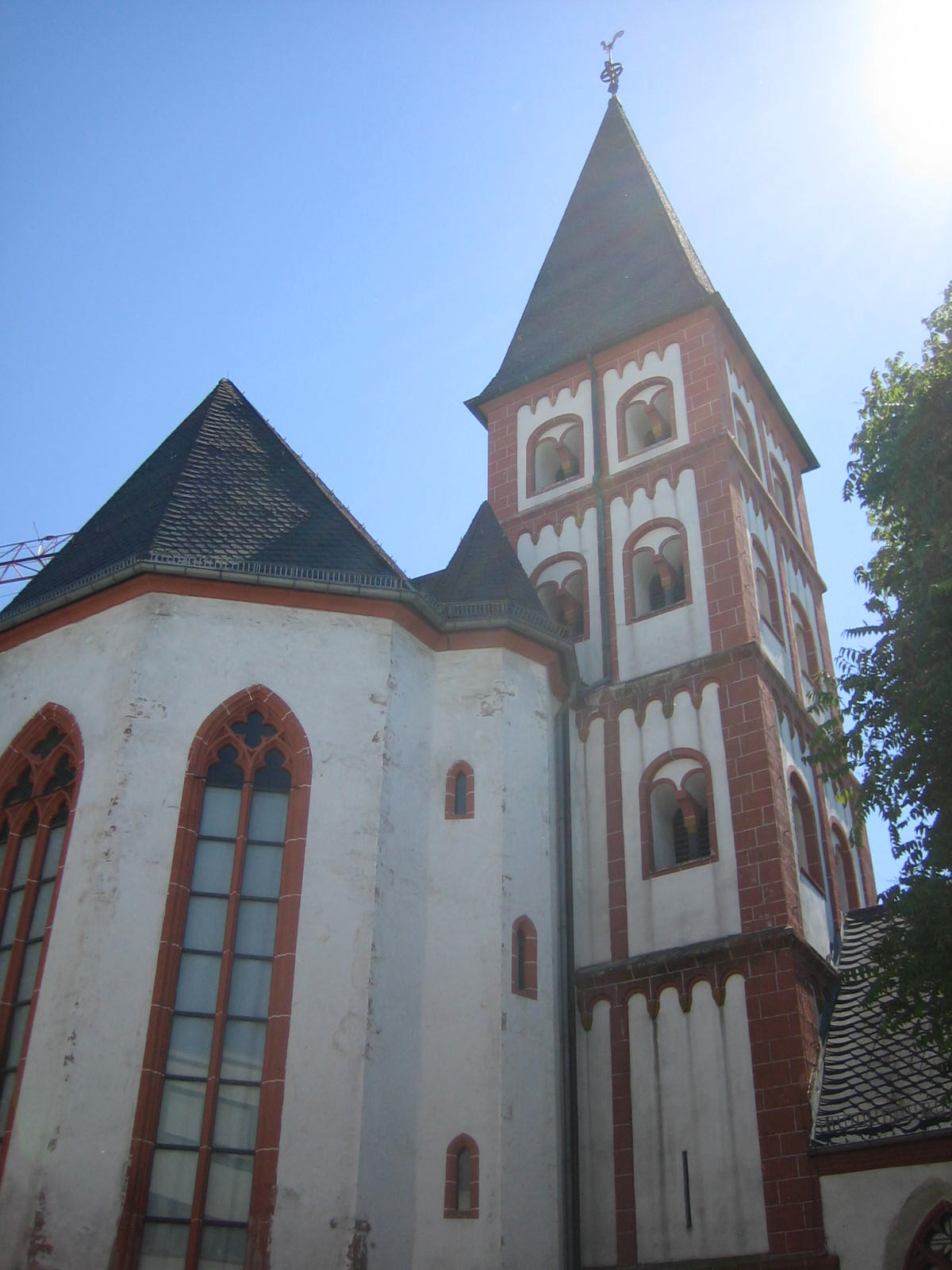
Chor und romanischer Turm der Kirche St. Emmeran/Mainz

Die katholische Pfarrkirche Sankt Emmeran in Mainz wurde im 8. Jahrhundert gegründet. Der gotische Kirchenbau (mit romanischem Turm) stammt aus dem 13. Jahrhundert. Im Zweiten Weltkrieg wurde die Kirche stark zerstört und stark verändert in den 1960er und 1970er Jahren wieder aufgebaut. Heute beherbergt St. Emmeran die italienische Kirchengemeinde von Mainz. Ihre Pfarrgemeinde gehört zum Dekanat Mainz des Bistums Mainz.

## Gründung und Patrozinium
St. Emmeran steht unter dem außerhalb von Bayern seltenen Patrozinium des Heiligen Bischof Emmeram von Regensburg (Mainzer Schreibweise: Emmeran), gemartert am 22. September 652. Sein Gedenktag ist für das Bistum Mainz am 26. September, da der 22. durch die Feier des hl. Mauritius schon belegt war. Bis zum 18. Jahrhundert findet man in den Quellen für die Kirche weitere Bezeichnungen: Heimeran, Heilsam oder Hermeran. Die starke Verehrung des Heiligen in karolingischer Zeit sowie Ausgrabungsbefunde deuten auf eine Kirchengründung im 9. Jahrhundert hin. Für die Kirche selbst sind keine unmittelbaren Baudaten überliefert. In einer Urkunde des Erzbischofs Siegfried II. von Eppstein aus dem Jahre 1220 wird die Kirche unter dem damals verwendeten Namen „St. Heimerammi“ erstmals erwähnt. Ein Ablass von 1296 dürfte in etwa den Anfang der frühgotischen Umbauarbeiten bezeichnen.
Die heutige Umgebung der Kirche täuscht darüber hinweg, dass der Kirchenbau an der wichtigen römischen Hauptverbindungsstraße aus dem 1. Jahrhundert erbaut wurde, die das Legionslager auf dem Kästrich mit der Rheinbrücke verband (heutige Emmeransstraße) und die noch bis zur Neuzeit eine wichtige Hauptstraße der Stadt darstellte. Ebenso hatte die Pfarrei St. Emmeran die größte Ausdehnung aller Mainzer Pfarreien.

## Lage
Die Südseite wird begrenzt von der Emmeranstraße. Ihrem leicht gebogenen Verlauf an dieser Stelle passt sich das Seitenschiff eng an. Die Ostseite grenzt an die Straße „Am Kronberger Hof“ (ehemaliges Friedhofsgelände), die Nordseite begrenzt ein Parkplatz, die neue Sakristei und das Außengelände des Pfarrkindergartens (ehemaliger Friedhof).
Die Achse des Langhauses verläuft nach NNO (die Schiffsachse weicht um 33 Grad, die Chorachse um 40 Grad von der Nordachse ab). Der Grund für diese starke Abweichung von der Ostlinie war vielleicht der Verlauf der alten Römerstraße. Nach der Stellung des Turmes hatte der romanische Chor schon diese Ausrichtung. Der romanische Turm bedingt auch die stärkere Abweichung des Chores.

## Bauphasen

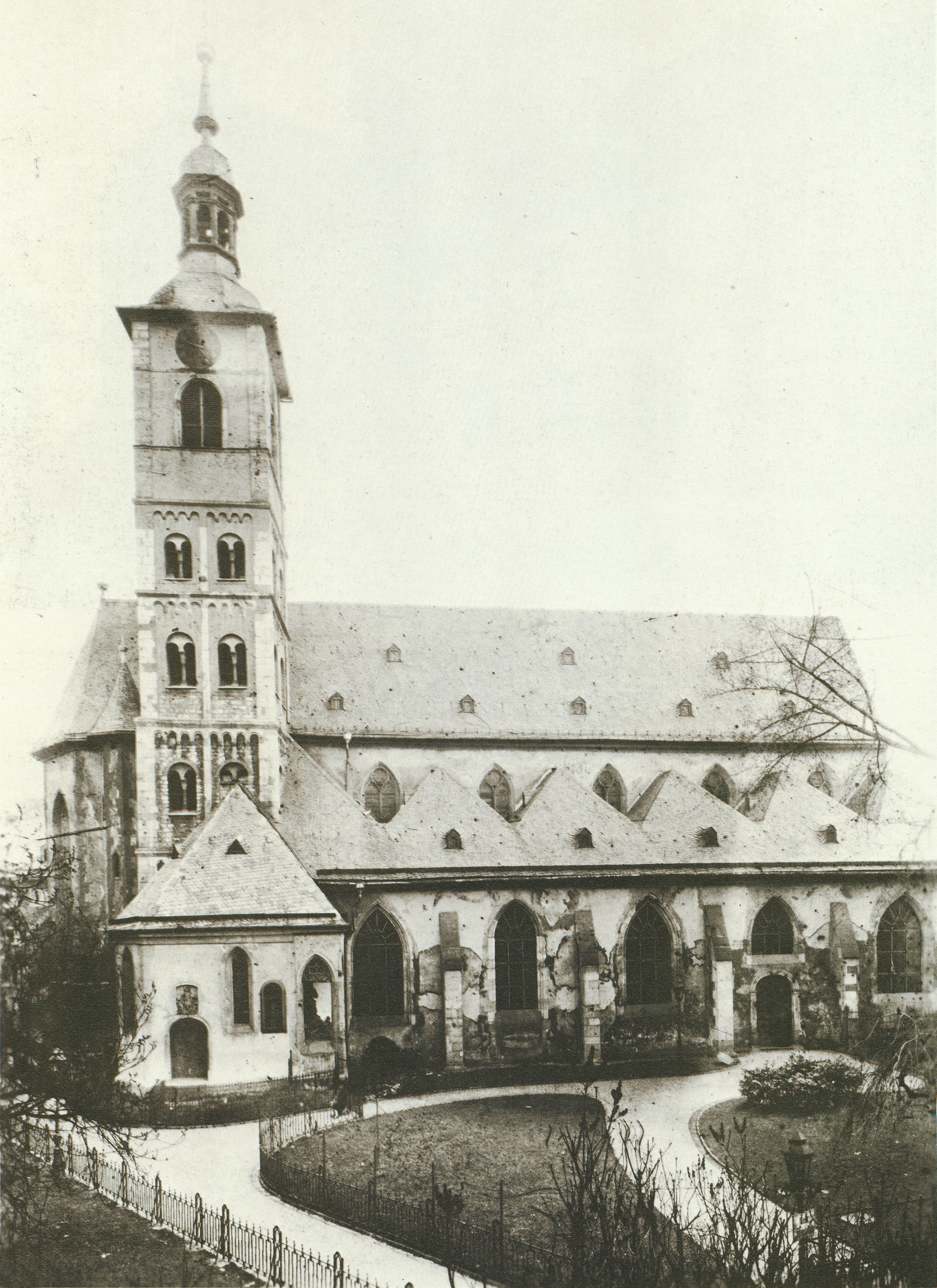
Die Kirche Sankt Emmeran um das Jahr 1900

Von der vorromanischen Bausubstanz ist oberirdisch nichts erhalten geblieben. Von der romanischen Bauphase hat bis heute der Hauptturm der Kirche vom Ende des 12. Jahrhunderts überdauert. Sein unterer Durchmesser ist 5,90m (=20 römische Fuß). Er ist fünfgeschossig und in größere Eck- und schmalere Mittellisenen gegliedert. Weitere Gliederungselemente sind kräftige Schlaggesimse in Verbindung mit teilweise zweischichtigen Bogenfriesen. Ursprünglich waren die unteren beiden Geschosse nur mit schmalen Schießscharten versehen. Ab dem dritten Geschoss finden sich auf jeder Seite zwei gekuppelte Doppelfenster mit Mittelsäule. Nach der Ansicht von Wenzel Hollar (siehe Bild) war der romanische Turm von vier Giebeln mit Rhombendach gekrönt.
Unter Einbeziehung dieses romanischen Turmes wurde um 1300 der karolingische Vorgängerbau durch einen gotischen Bau ersetzt. Dieser wurde unter dem Einfluss des Bettelordens der Dominikaner als so genannte Bettelordenskirche schlicht und einfach ausgeführt. Es entstand dabei eine freistehende, dreischiffige Basilika, die in fünf Joche und ein Chorjoch gegliedert ist, welche früher schlanker wirkten, da der Fußboden um 1723 oder 1760 um mehr als 1m angehoben wurde. Heutige Höhenmaße: Mittelschiff bis Gewölbescheitel 6,60m, Seitenschiffe 7,10–7,30m. Raummaße ohne eingezogenen Raumteiler: Chorlänge 13,85m, Mittelschifflänge 29,17m, Mittelschiffbreite 8,70m, nördl. Seitenschiff 6,60m, südl. Seitenschiff 5,90m.
Der Chor selbst weist einen fünf-achtel Schluss auf, dessen Nordostseite durch den Treppenaufgang zum romanischen Turm abgedeckt wird. Nördlich des Chorjochs wurde der Turm mit angrenzender Severuskapelle angegliedert. Als wichtige Datierungshilfen für die Bauphasen des Kirchenschiffs sind die Schlusssteine des Mittelschiffs anzusehen, die in die 2. Hälfte des 14. Jahrhunderts gehören. Eine stark verwitterte Totenleuchte aus der Zeit um 1400 befindet sich an der Südostseite des Chores.

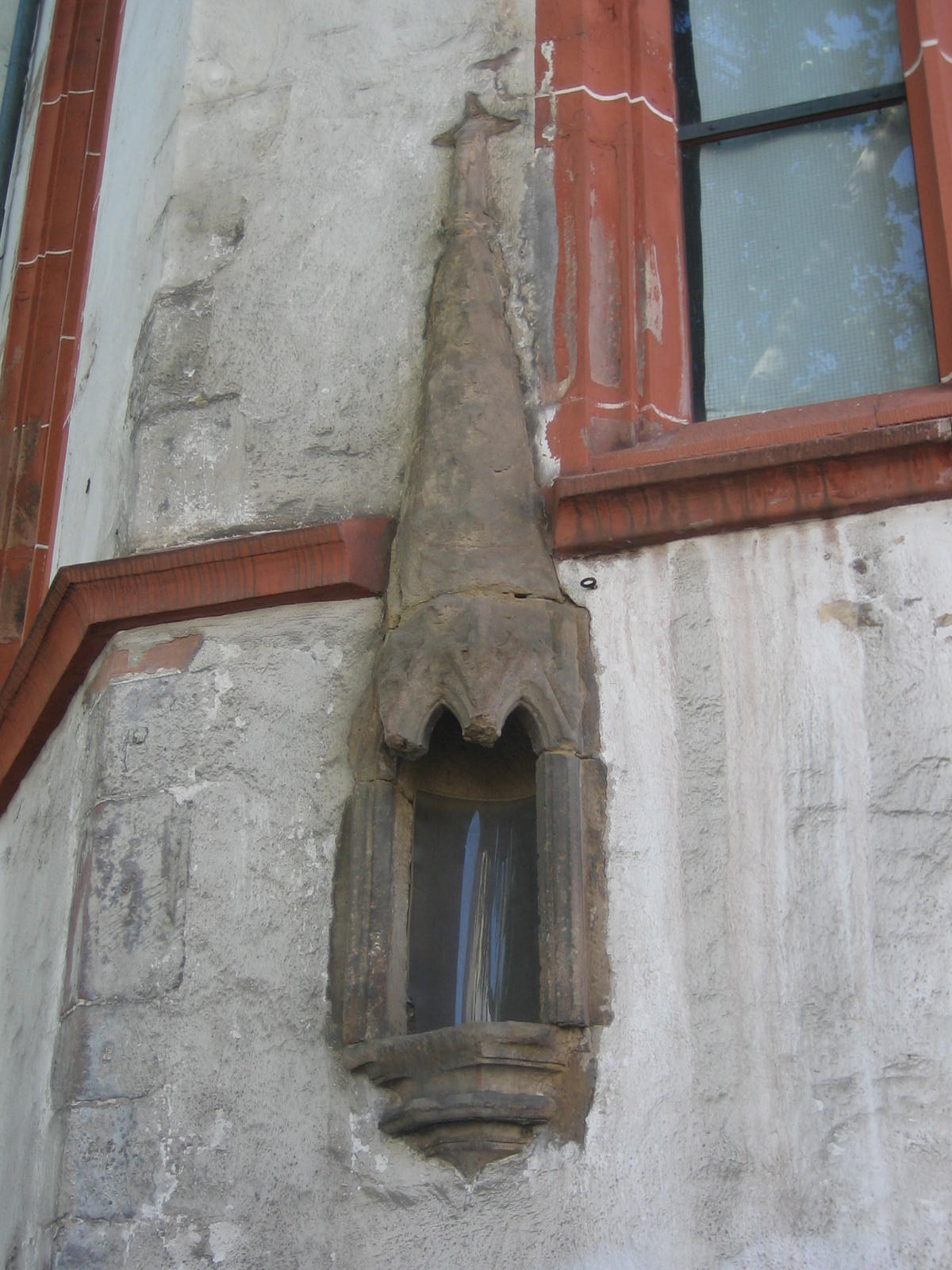
Totenleuchte am Chor

 Weitere kleinere Um- und Anbauten erfolgten in den folgenden Jahrhunderten. So entstanden im ersten Drittel des 16. Jahrhunderts das Ölberggehäuse an der Severuskapelle (Nordseite). In den Jahren 1671/1672 erfolgte ein repräsentativer Ausbau des Kirchhofs und der in umgebenden Mauern. Teile der Mauer und das rundbogige Portal mit dem Stifterwappen von 1671 ist heute noch erhalten.
Während des Barockzeitalters beseitigte man 1700–1701 die romanischen Giebel und Rhombendächer des Turmes und setzte ein zusätzliches Glocken- und Uhrengeschoss mit Haube und Laterne auf, bekrönt von einem heiligen Emmeran, später dann von einem Turmkreuz. 1762 wurde dann das Innere der Kirche barockisiert, wobei das Maßwerk aus den Fenstern gebrochen wurde sowie das Chorgestühl und die Kanzel (heute St. Quintin) angeschafft wurden. Im Jahre 1808/10 wurde ein neuer Hauptaltar aufgestellt, 1881/82 erfolgt eine dekorative Ausmalung der Kirche durch Maler Volk, die 1937 wieder entfernt wurde.

## Ausstattung
Zur gotischen Ausstattung von Emmeran gehörte ein Wandtabernakel hinter dem Hochaltar. Ein dreiteiliges Epitaph des Malers A. Brück, das 1623 vollendet wurde diente von 1633 bis 1680 als Hochaltaraufsatz. Das Mittelbild zeigte eine Kreuzigungsszene, der linke Flügel Anna Selbdritt, der rechte einen Eustachius. In der Predella sah man eine Abendmahlszene in der Personen der Stifterfamilie Frankenstein-Brendel wiedergegeben waren.
Aus Barock- und Rokokozeit stammten herausragende Kunstwerke. Der barocke Hochaltar stammt aus der 1782 aufgehobenen Abtei Altmünster und kam 1810 durch Kauf nach Emmeran. Ebenfalls aus Altmünster stammte der Reliquienaltar, der sich im nördlichen Seitenschiff befand. Dort wurden die Reliquien der Bilhildis von Altmünster, ein Schweißtuch und eine Valentinusreliquie, die 1738 aus der Calixtus-Katakombe nach Altmünster gekommen sein soll. Der Bildhauer Bittrich fertigte 1810 zwei Heiligenfiguren, die des St. Emmeran und Bonifatius, sowie die Engel am Chorgestühl.
Aus dem Rokoko stammten das Chorgestühl und das alle Seiten der Sakristei bedeckende geschnitzte Mobiliar (um 1770), ein Bild über dem Taufstein, die Beichtstühle, die Windfänge im Nord- und Südschiff samt den mit Einlegearbeiten versehenen Türflügeln und die Kanzel mit den vier Evangelisten.

Innenansicht St. Emmeran um 1940
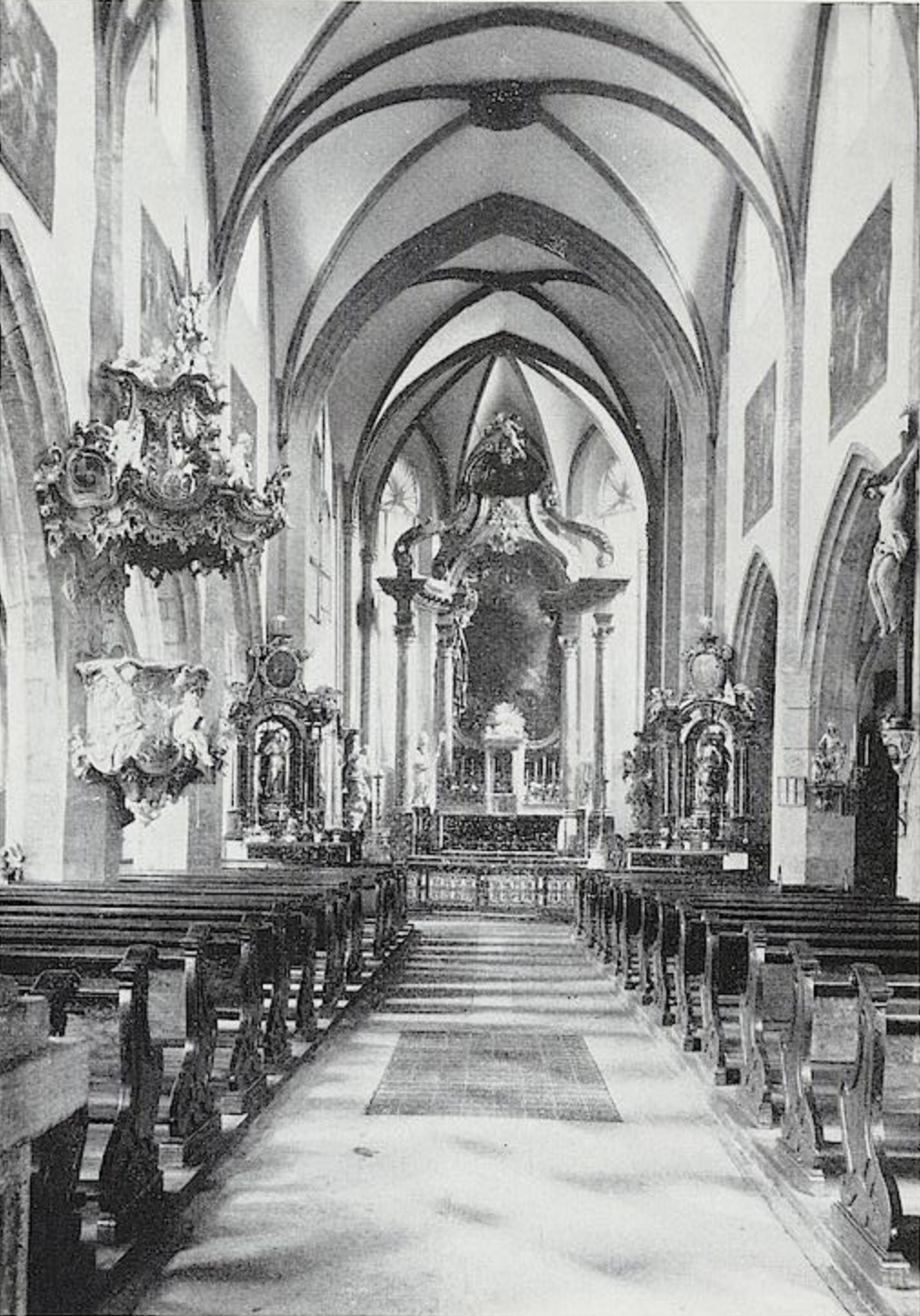
Blick vom Mittelschiff zum Chor
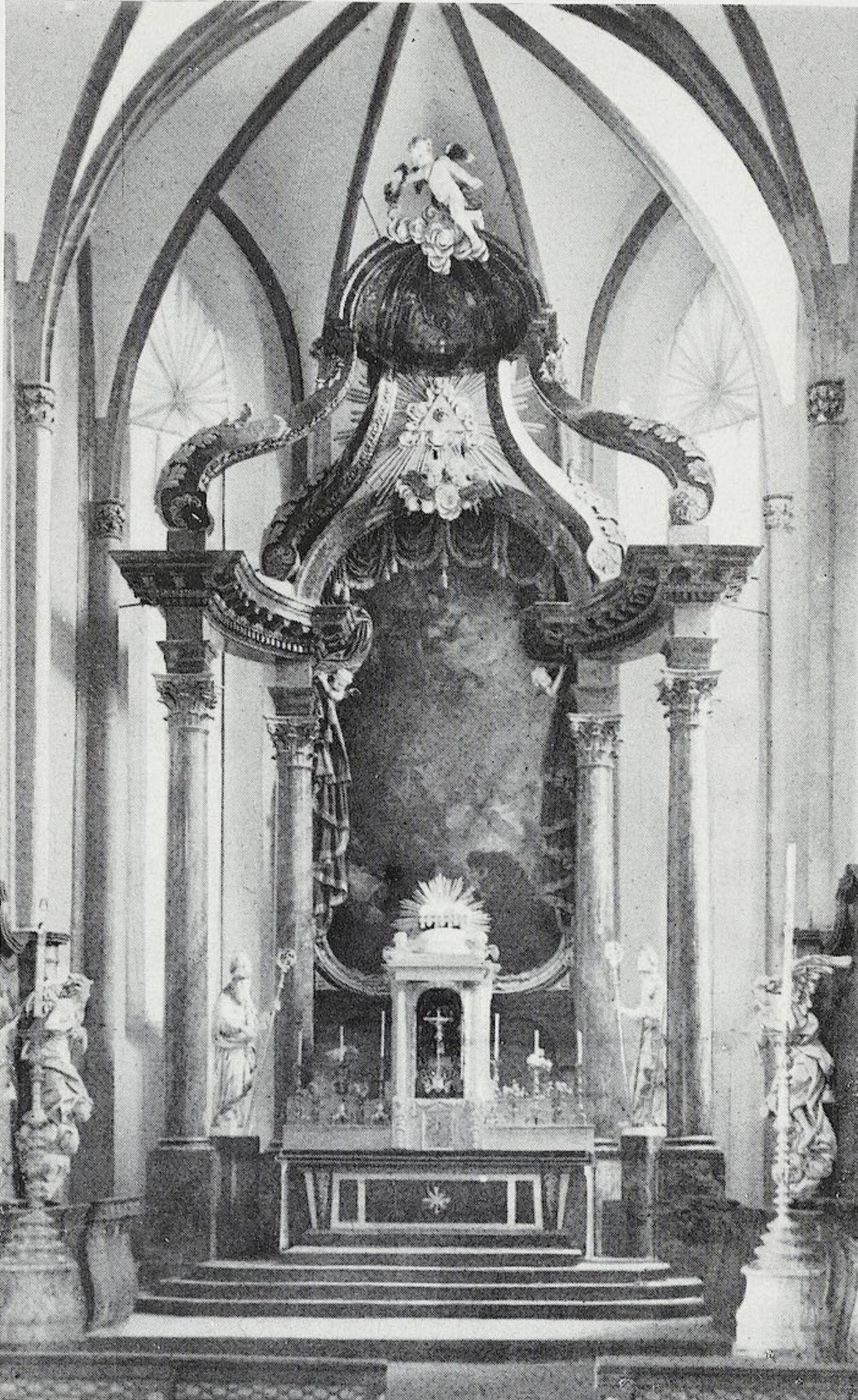
barocker Hochaltar mit Gemälde von Fr. Maulpertsch
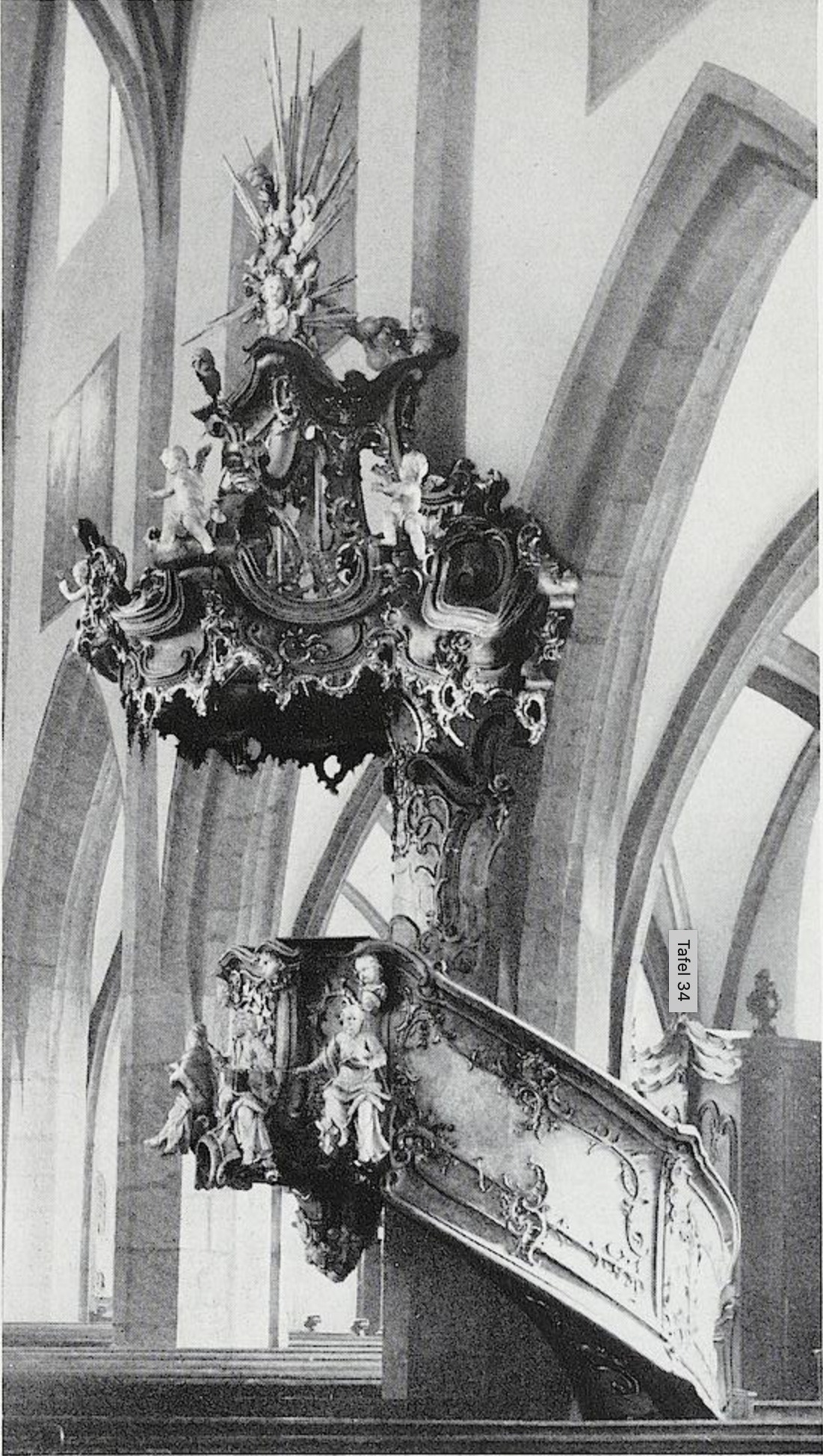
Rokokokanzel
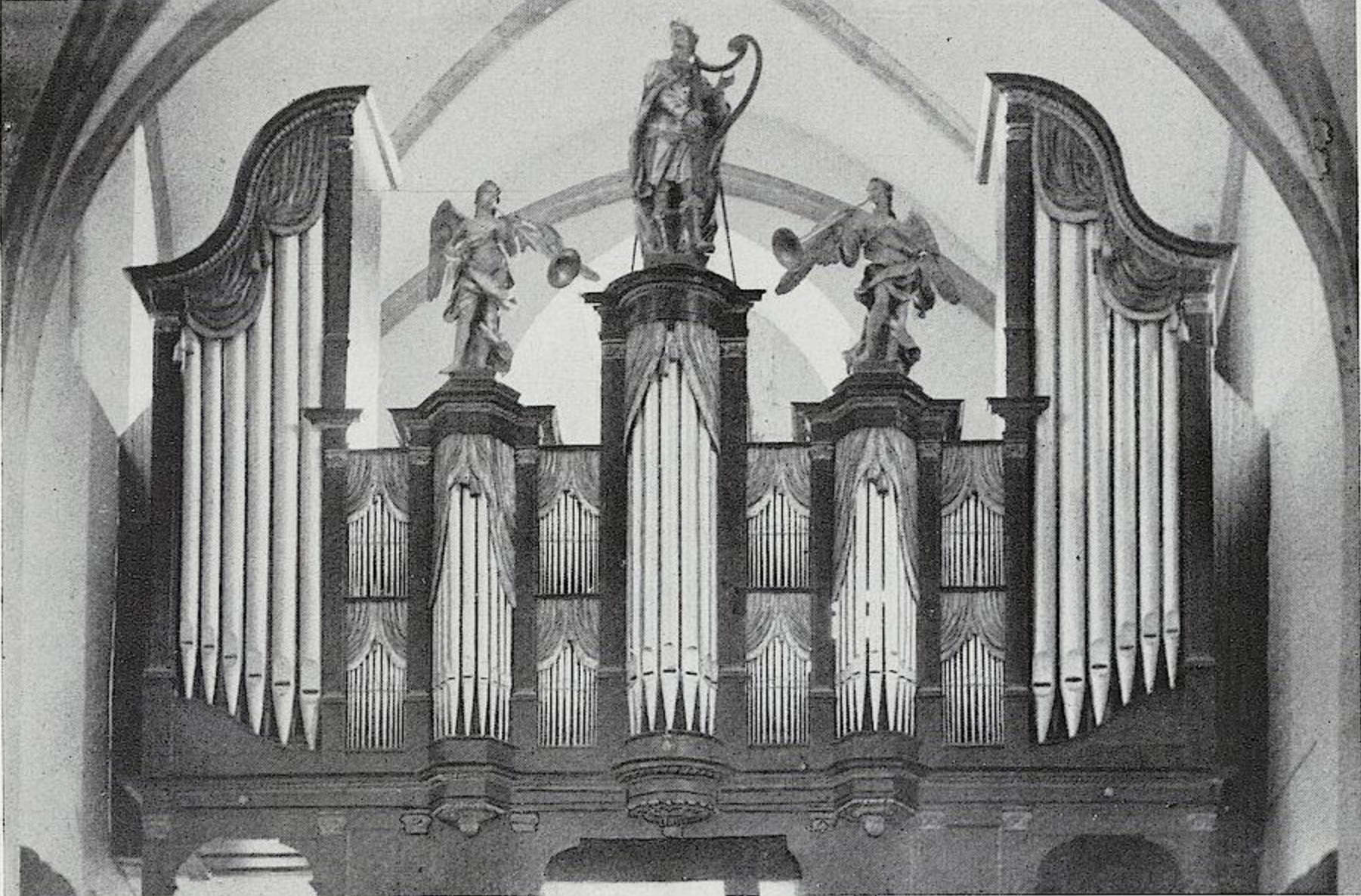
Dambsorgel von 1722
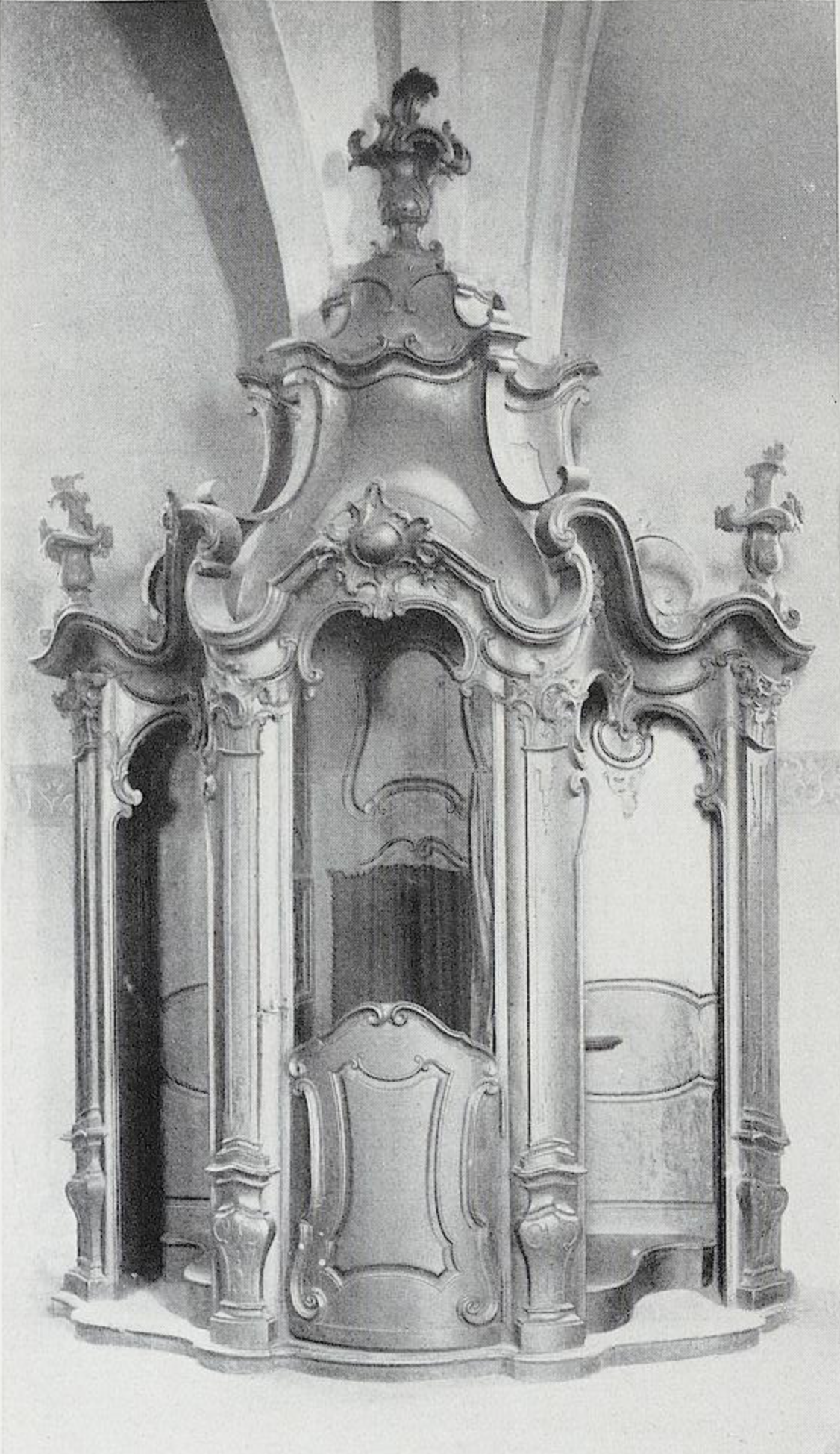
Beichtstuhl
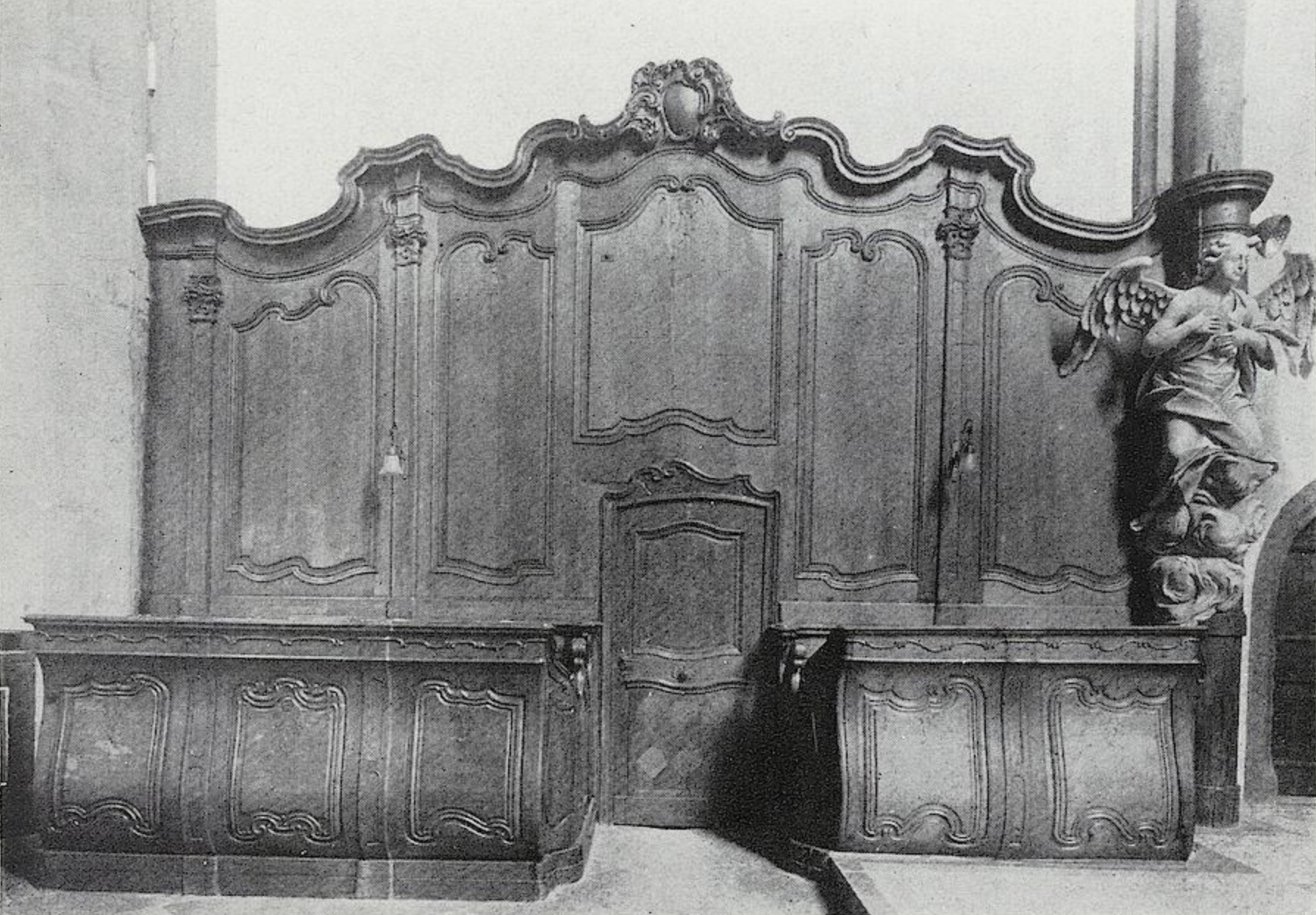
Chorgestühl

## Zerstörung und Wiederaufbau

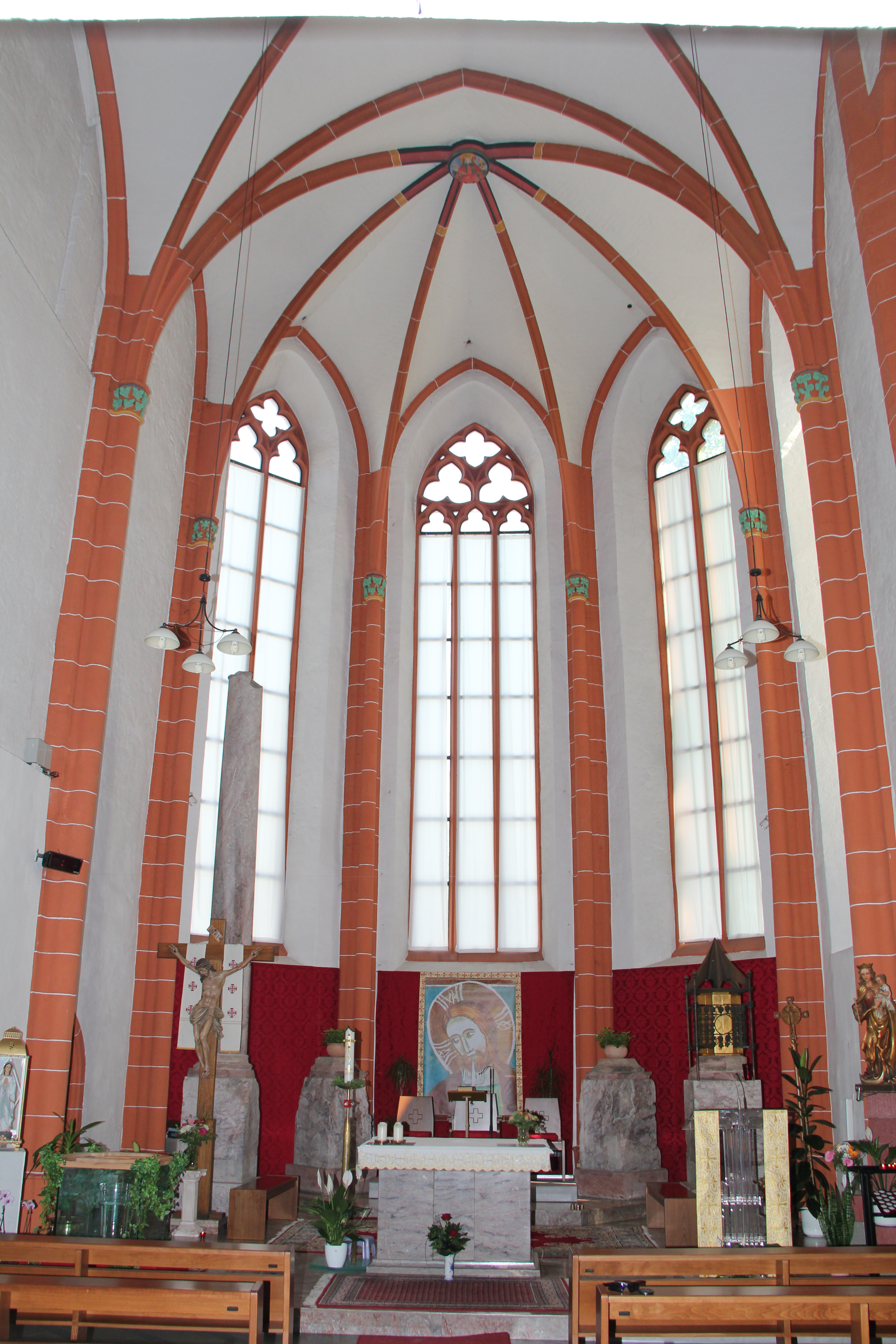
Chorraum der St. Emmerankirche in Mainz

Wie viele andere wertvollen kirchlichen und profanen Bauten in Mainz wurde auch St. Emmeran bei den Luftangriffen auf Mainz am 27. Februar 1945 schwer zerstört. Kirche und Pfarrhaus brannten ab. Alle Gewölbe außer drei im südlichen Seitenschiff stürzten ein, die in der Kirche verbliebene Ausstattung verbrannte, darunter das Chorgestühl, die Kirchenbänke, der Taufstein, die Orgel sowie der Hochaltarbaldachin und die Sakristeimöbel. Fritz Arens, städtischer Denkmalpfleger während des Krieges, konnte allerdings vor der Zerstörung die Rokokokanzel, das 5×3 Meter große Hochaltarbild „Mariä Himmelfahrt“ von Franz Anton Maulbertsch, Schweißtuchaltar und u. a. Silbergeräte, Paramente und Archivalien in die Krypta des Mainzer Domes auslagern und dadurch retten. Beide Ausstattungsstücke befinden sich heute, zusammen mit einem Beichtstuhl aus St. Emmeran in St. Quintin. Ein Sakristeischrank befindet sich heute in St. Stephan, der Schweißtuchaltar im Dommuseum. In der Sakristei fanden sich 1945 nach dem Verbrennen der Schränke Reste einer Gesamtausmalung: eine stehende Katharina mit Rad und Schwert (Anfang 15. Jh., 0,95m : 2,44m) an der Ostwand, eine Ölbergszene und die Enthauptung eines Heiligen durch einen Henker (1,80m : 1,10m) am nordwestlichen Gewölbe. Diese Wandmalereien wurden veranlasst durch Fritz Arens abgenommen, gelangten ins Dommuseum und gelten heute als verschwunden.
Der Chor der Kirche schien durch einen Riss im Mittelfenster gefährdet und wurde im Frühjahr 1952 durch Verankerung und Zementierung der Mauerkrone gesichert. Sonst stand die Kirche über 20 Jahre als Ruine da, bis mit der Restaurierung begonnen wurde. Der erhaltene Turm verlor 1966 seinen 200 Jahren zuvor angebrachten Turmhelm  (Gesamthöhe 50,20m) und wurde mit einem einfachen Pyramidendach abgeschlossen. 1978 wurde der Chor restauriert. Das Langhaus selbst wurde zwischen 1978 und 1981 durch eine selbsttragende Beton- und Aluminiumgerüstkonstruktion gesichert, welche den ruinenhaften Innenteil sichernd abstützt. St. Emmeran dient heute der italienischen Kirchengemeinde in Mainz als Gemeindezentrum.

## Glocken

### Historischer Glockenbestand
| Nr. | Name                                    | Gussjahr | Gießer                 | Durchmesser / Höhe (cm)                   | Masse (kg) | Schlagton | Inschrift | Verlustjahr                                                                                        |
| 1   | Große Glocke (Hosanna)                  | 1379     | Meister Peder von Mese | Dm. 132 / H. 105 ohne Krone, Kronen H. 30 | 1340       | fis       | ANO • DNI • M • CCC • LXXIX • OSAN • HEISE • ICH • S • HEILRAMVS • BIN • ICH • MEISTER • PEDER • VON • MESE • GOSS • MICH • auf dem Schlagrand: HILF•MARIA | 1945, bis zum Brand zweitälteste Glocke von Mainz                                                  |
| 2   | Sankt Beatrix                           | 1493     | Peter von Speyer       | Dm. 118 / H. 115                          | 900        | f-fis     | Hals: + Anno + domini + m + cccc + xciii + jar +sant + beadrix + glock + heis + ich + Peter + zur + glocken + zu + spier + gos + mich + Auf der Flanke zwei Reliefs, die Muttergottes über dem Wappen der Kämmerer von Worms gen. v. Dalberg und der hl. Petrus über dem Wappen der v. Florsheim. 1645 wurde diese Glocke in Hernsheim bei Worms angekauft und gegen die gesprungene Salveglocke ausgewechselt | durch Abnahme gerettet, jetzt auf dem Turm von St. Stephan und drittälteste Glocke der Stadt Mainz |
| 3   | Sankt Emmeran                           | 1809     | Joseph Zechbauer       | Dm 105/ H. ohne Krone 75, Gesamth. 92     | 800        | a         | Hals: DURCH DAS FEUER BIN ICH GEFLOSSEN / JOSEPHUS ZECHBAUER HAT MICH GEGOSSEN / IN MAINZ A•1809 Auf der Flanke: SANCTO EMERANO /CHARO CHRISTI ATHLETAE ECCLESIAE /ATQVE PAROCHIAE PATRONO SACRA | 1945                                                                                               |
| 4   | Messglöckchen aus der Laterne des Turms |          |                        | Dm. 45 / H. 52                            | 90         | e         | ohne Inschrift | 1942 abgeliefert                                                                                   |

## Orgel
Im Jahr 1682 errichtete Johann Peter Geissel eine Orgel, deren Gehäuse von J. Antz stammte. Die Orgel wurde 1903 von Martin Joseph Schlimbach aus Würzburg erneuert und umfasste 26 Register. Das Gehäuse wurde bereits 1810 durch Bittrich restauriert.

## Legenden
Die Legende um Amram von Mainz wird mit der Kirche St. Emmeran in Verbindung gebracht.